# Johannes Erikson
Johannes Erikson, född 22 april 1839 i Kinna, Älvsborgs län, död 11 januari 1912 i Kinnarumma församling, Älvsborgs län, var en svensk direktör och riksdagsman. 
Johannes Erikson var son till Sven Erikson.
Erikson var vd för Rydals manufakturaktiebolag från 1892. I riksdagen var han ledamot av första kammaren 1883–1885 för Älvsborgs län samt tillhörde andra kammaren 1892–1893 för Marks härad.
Johannes Erikson var initiativtagare till Skandinaviska Gummiaktiebolaget i Viskafors (senare Viskafors gummifabrik) och såg där möjligheten att få användning av den tomma fabriksbyggnaden i Svaneholm, som hade tillverkat mollskinn.